# Musée des Beaux-Arts de Nice Jules-Chéret

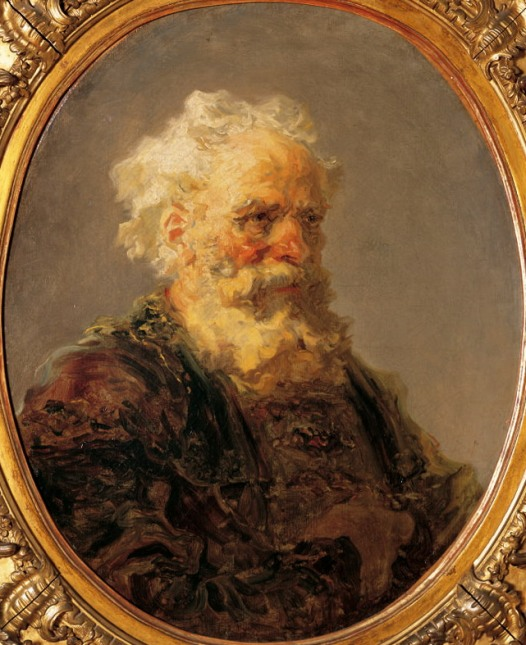
En åldrings huvud av Jean Honoré Fragonard

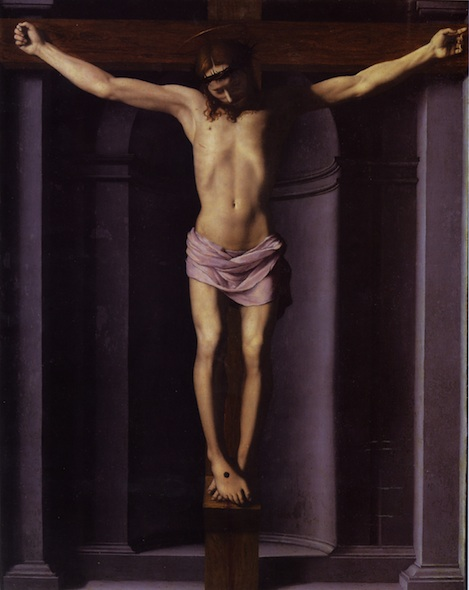
Kristus på korset av Agnoli Bronzino.

Musée des beaux-arts Jules-Chéret är ett kommunalt konstmuseum i Nice i Frankrike.

## Byggnaden
År 1878 köpte den ukrainska prinsessan Élisabeth Vassilievna Kotsjubej (1821–97) en hektar mark i Nice och lät börja uppföra en stor villa i den italienska renässansstil, som var på modet vid denna tidpunkt och som kunde vara inspirerad av Palats Razumovsky i Baturyn i Ukraina eller Palats Kotsjubej i Sankt Petersburg. Huset såldes 1883, innan det var färdigbyggt, till den amerikanske industriföretagaren James Thomson (död 1897). Villa Thompson köptes 1925 av staden Nice för att bli konstmuseum. 
Villan blev byggnadsminne 1976.

## Museet
Museet invigdes 1928 i nuvarande permanenta lokaler under namnet Palais des Arts, musée Jules Chéret efter konstnären Jules Chéret.
Samlingarna grundlades redan 1860 med en depositionen av staten som Napoléon III ordnade efter Frankrikes annektering av Nice. Vid den tidpunkten kunde staden Nice inte anskaffa en egen lokal, utan samlingen fick provisoriskt dela lokal med biblioteket på Rue Saint François de Paule. Från år 1892 visades den i en lokal på Boulevard Dubouchage och från 1891 i en annan på Avenue Notre Dame tills den fick en permanent placering i nuvarande lokaler 1928.
Musée des Beaux-Arts de Nice Jules-Chéret har fortsatt att bygga upp sina samlingar med ett antal privata donationer, av bland andra Félix Ziem och Marie Bashkirtseff.

## Bildgalleri

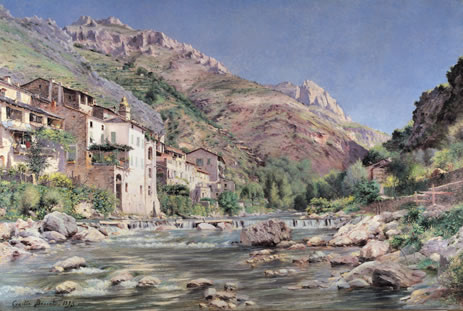
La Roya au village de Fontan av Cyrille Besset
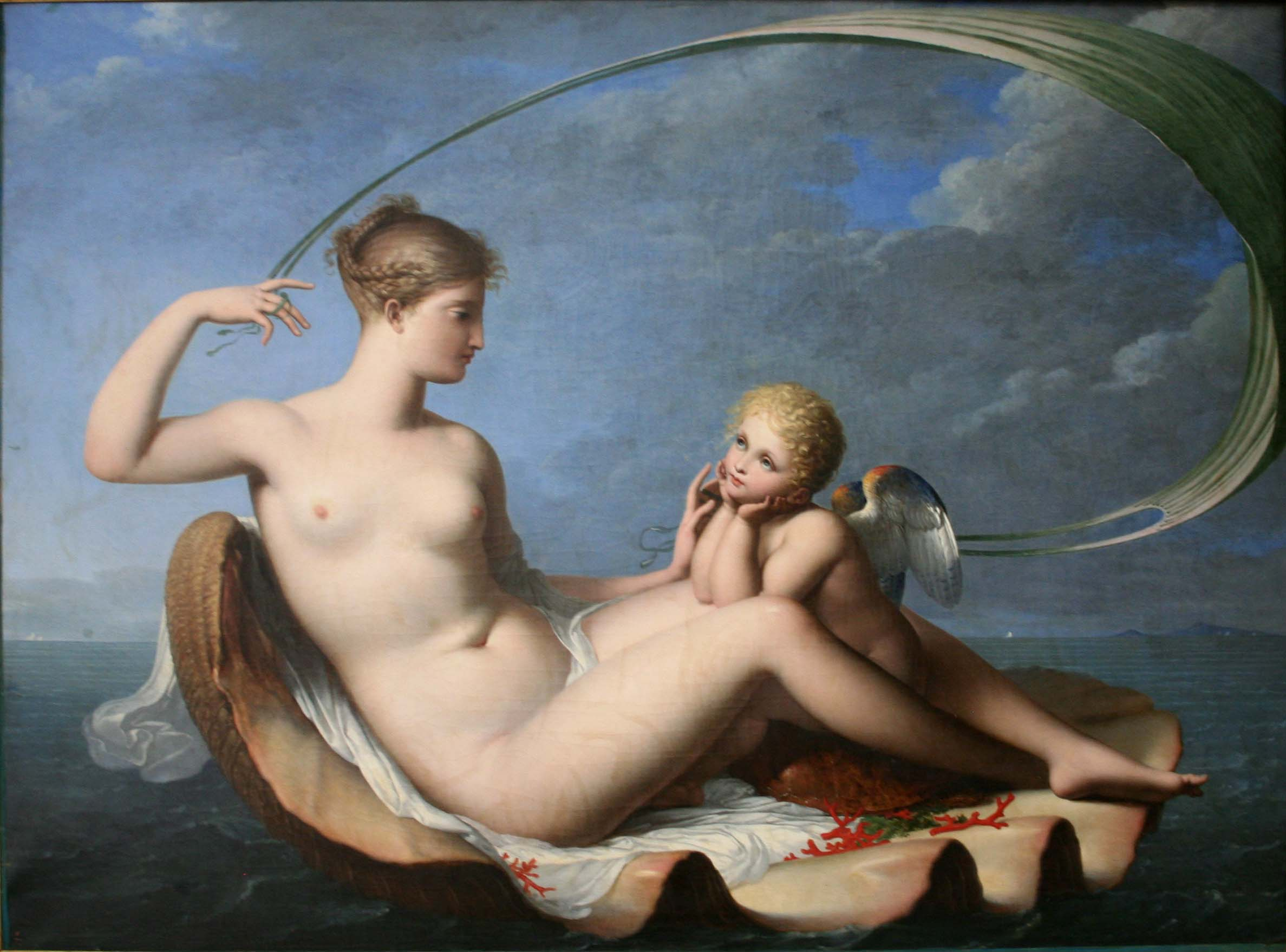
Vénus et Eros av Charles Paul Landon
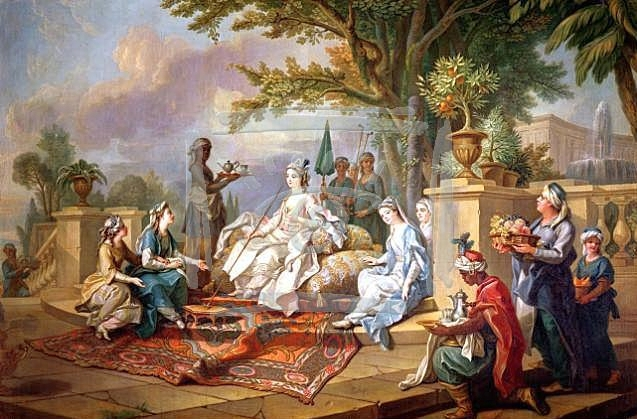
Sultanens hustru betjänad av sina eunucker av Charles-Amédée-Philippe van Loo
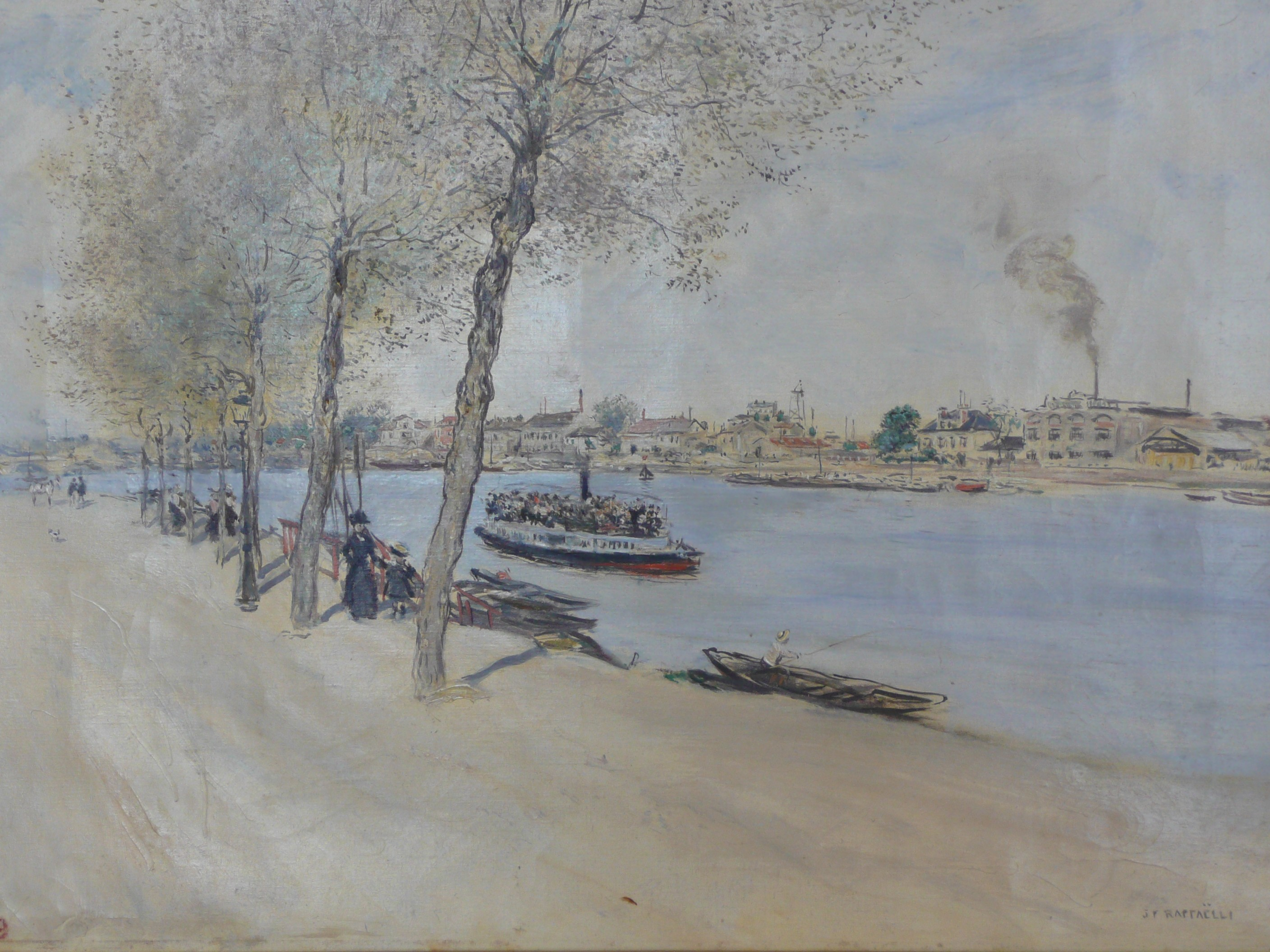
Bord de l'eau au printemps av Jean-François Raffaëlli, 1909
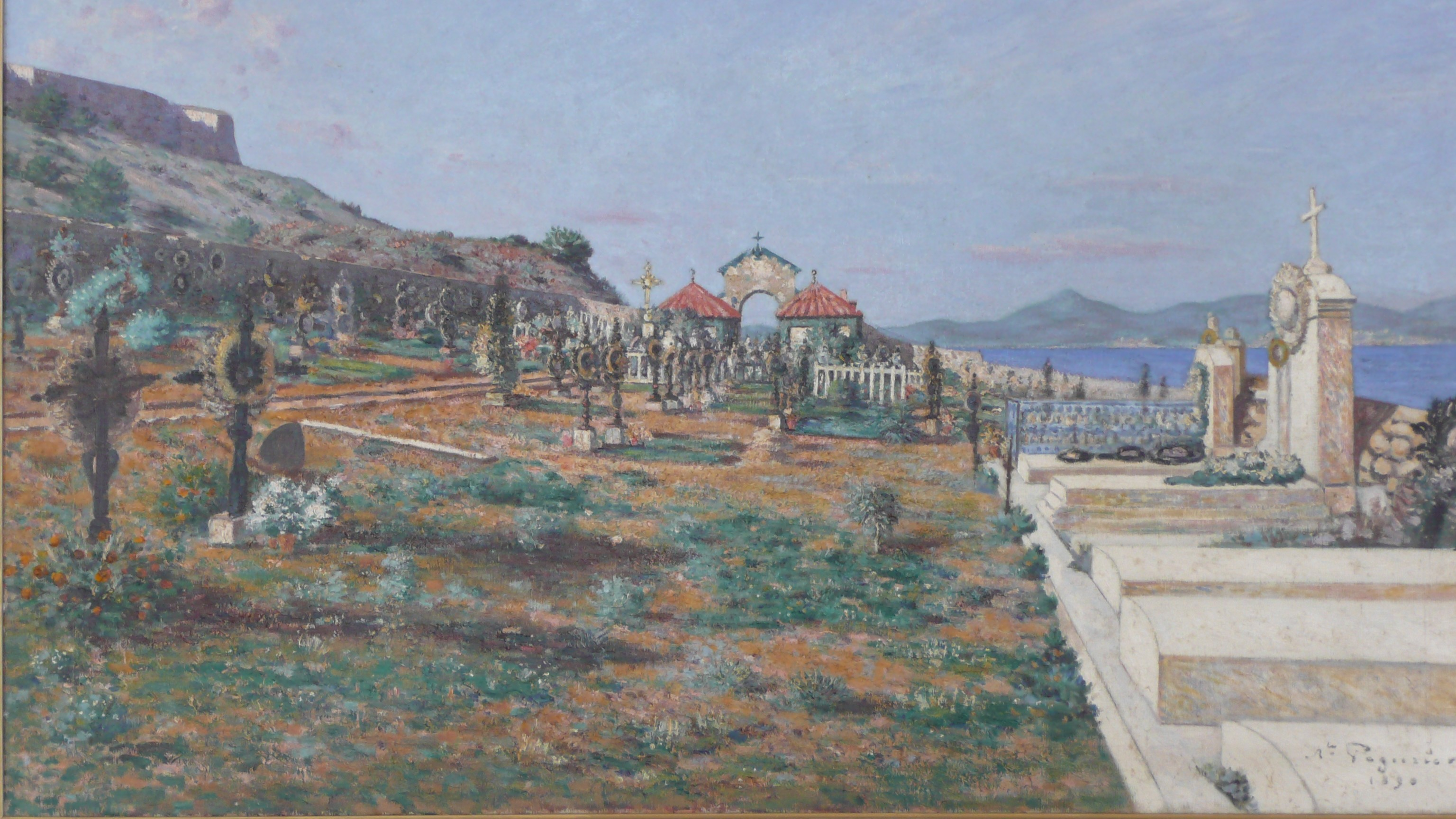
Le cimetière de St Tropez av Auguste Pégurier, 1890
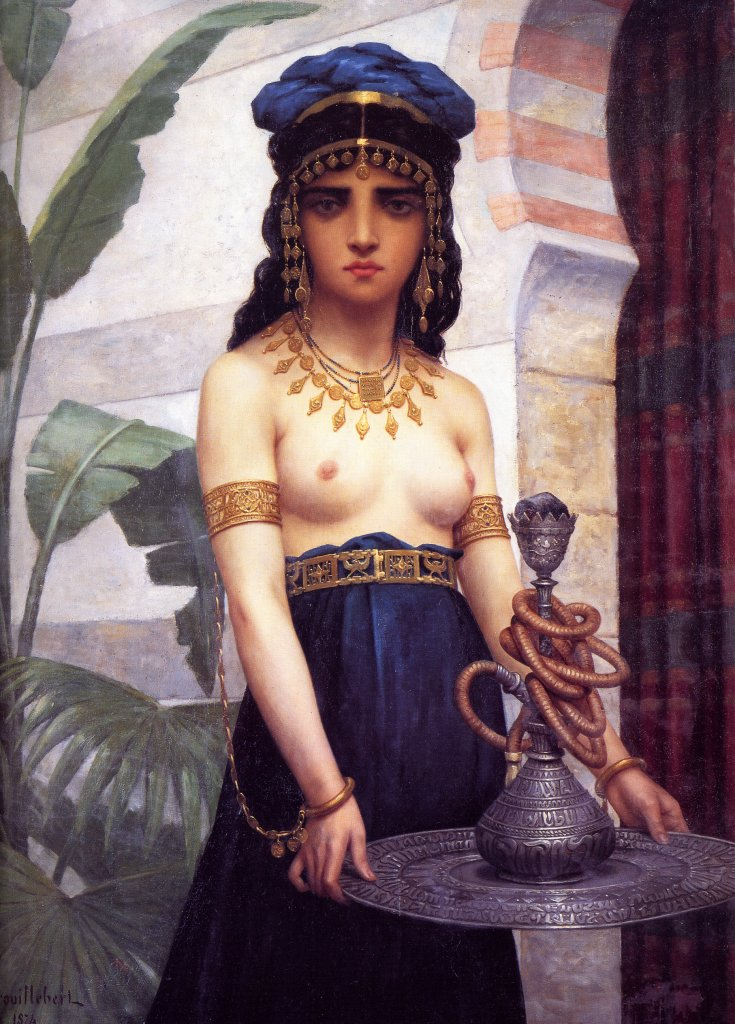
Servante du harem av Paul Trouillebert, 1874
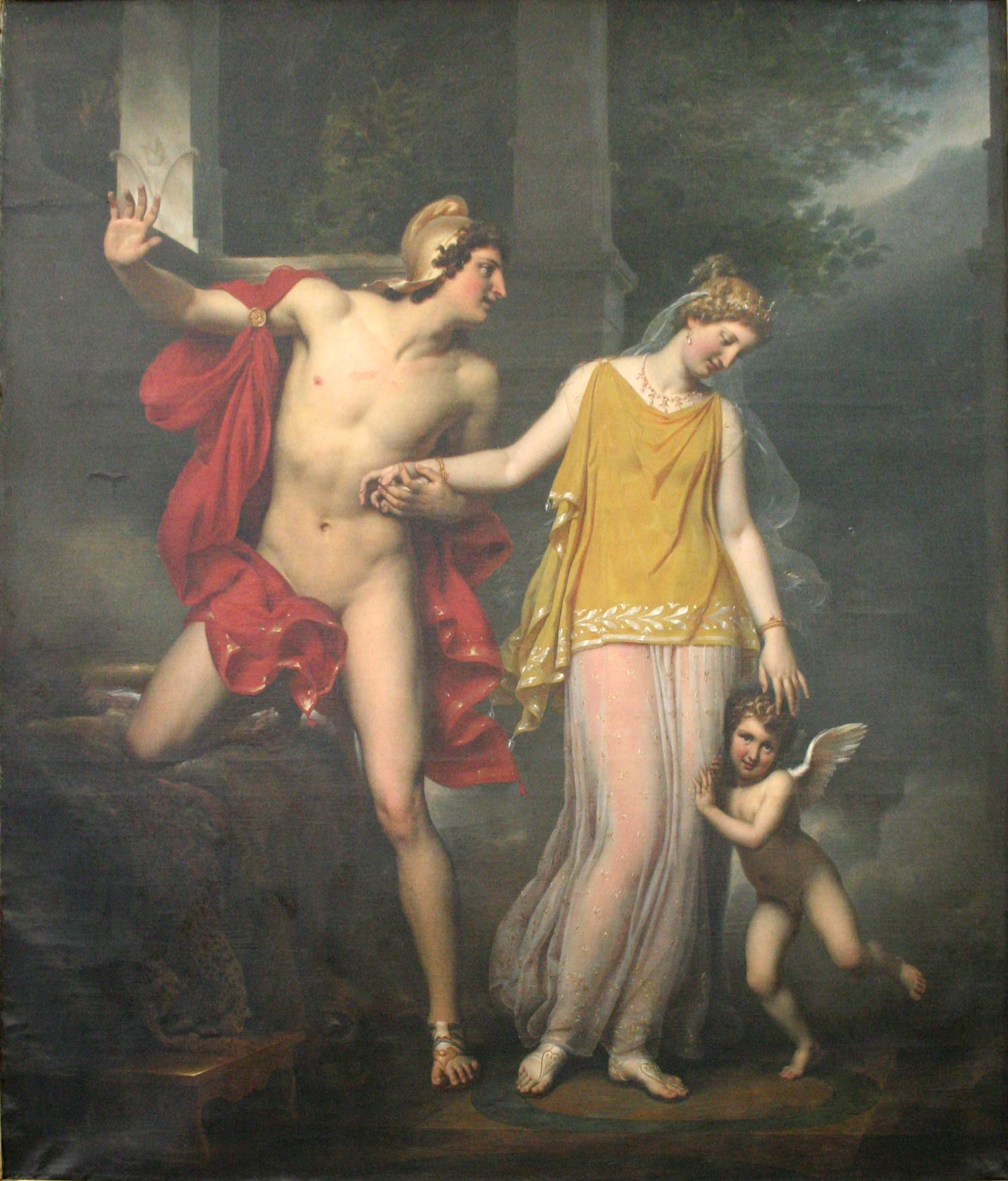
Anchise et Vénus av Jean-Baptiste Paulin Guérin, 1822